# Emerson Electric
Emerson (Эмерсон) (NYSE: EMR) — крупная транснациональная корпорация, головной офис в городке Фергусон, штат Миссури, (США). Входит в список 500 крупнейших компаний мира (по данным журнала «Fortune 500»).
Компания совмещает технологию и инжиниринг во многих отраслях промышленности и предлагает технологические решения для промышленных, коммерческих и потребительских рынков.
В состав компании Emerson входит 235 производственных предприятий, из них около 155 находятся за пределами США.

## История
Компания Emerson основана в 1890 году в Сент-Луисе, штат Миссури, (США) как «Emerson Electric Manufacturing Co», названная именем первого президента компании — Джона Уэсли Эмерсона, который финансировал производство электродвигателей и вентиляторов с использованием патента, принадлежащего братьям шотландского происхождения Карлу и Александру Местон.

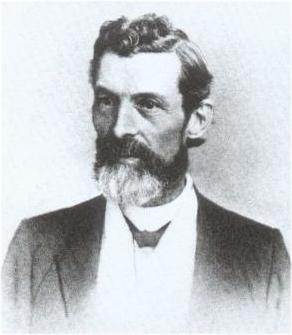
Джон Уэсли Эмерсон

1892 год: Президентом становится Герберт Л. Паркер, компания производит электродвигатели и первые электрические вентиляторы в Северной Америке.
1897 год: Emerson начинает выпускать потолочные вентиляторы, на которые вскоре будет приходиться половина бизнеса компании.
1899 год: Emerson выпускает вентилятор Parker с дугообразными лопастями, который стал работать тише и эффективнее.
1903 год: Технологический прорыв позволяет повысить мощность двигателей Emerson до 1/2 л.с.
1919 год: К концу Первой мировой войны годовой объём продаж Emerson достигает $3 млн.
1920: Под руководством Томаса Местона компания расширяется и переезжает в новое 8-этажное здание в Сент-Луисе.
1922: Президентом компании становится Герберт И. Финч. К концу его президентства объём продаж компании сокращается почти на две трети вследствие Великой депрессии.
1933: 35-летний Джозеф Ньюман становится президентом, при котором компания приступила к массовому производству двигателей и расширила модельный ряд вентиляторов, рассчитанный на широкий круг потребителей.
1938: Президентом компании становится Стюарт Саймингтон, Emerson выигрывает контракт на разработку сварочных аппаратов, тем самым открывая путь к сотрудничеству с крупной холдинг-компанией Sears.
1939: Emerson начинает строительство нового завода в Сент-Луисе для производства герметичных двигателей. Однако планы компании нарушает Вторая мировая война, и завод переходит на производство гильз.
1940: Компания начинает сотрудничество с Министерством Вооруженных сил США. В течение последующих пяти лет, компания производит более чем 10 миллионов латунных гильз. Существенный рост компании Emerson во время Второй мировой войны связан с государственными заказами на производство орудийных башен, включая «Модель 127», устанавливаемую в носовой части бомбардировщика B-24.
1945: По окончании войны Президент Труман приглашает Саймингтона возглавить Управление по сбыту товаров, закупленных во время войны, он принимает предложение и покидает Emerson. Оскар Шмитт избирается президентом компании и возвращает Emerson к коммерческому производству. Несмотря на выпуск пильных станков и производство военной продукции, продажи падают и Emerson сталкивается с проблемами.
1953: В связи со скоропостижной кончиной Оскара Шмитта, временным президентом компании Emerson становится Уильям Снид на временный период до избрания нового руководителя.
1954: У. Р. «Бак» Парсонс назначается президентом компании, который уделяет большое внимание научным исследованиям и разработкам, а также выходу на международные рынки.
В течение следующих 15 лет целью Парсонса были: переоснащение и децентрализация производственной базы, быстрорастущие рынки и диверсификация деятельности компании путём приобретения 36 компаний, включая White-Rodgers, Therm-O-Disc, U.S. Electrical Motors, Ridge Tool и InSinkErator.
Компания растет, если в 1954 году в состав компании входило 2 завода, штат насчитывал 4000 сотрудников, а выручка составляла $56 миллионов, то в 1973 году компания стала развивающейся глобальной компанией с 82 заводами, штатом в 31 тыс. сотрудников и выручкой в $800 миллионов.
1973: Главным исполнительным директором становится Чарльз Ф. Найт. В течение следующих 20 лет, Emerson продолжает расширяться путём приобретения Rosemount (средства автоматизации производственных процессов) в 1976, Copeland (производство компрессоров для кондиционирования воздуха и системы охлаждения) в 1986, Liebert (производство источников бесперебойного питания и систем охлаждения) в 1987 и Fisher Controls (производство регулирующих клапанов и регуляторов) в 1992.
1984: Под руководством Найта Emerson разрабатывает стратегию «производителя с оптимальным уровнем затрат», что позволило компании конкурировать с экономичным оффшорным производством. В 80-х годах, Emerson расширяет присутствие на международном рынке, инвестируя капитал в предприятия на территории многих стран мира.
1989: Emerson создает технологический центр (The Emerson Motor Technology Center) для поддержки и разработок новых продуктов.
1990: Найт курирует несколько приобретений объёмом $2,5 млрд. (в частности Leroy-Somer), которые позволяют укрепить позиции компании на рынке источников резервного электропитания для быстро растущей отрасли телекоммуникаций и расширение инфраструктуры для поддержки коммуникаций на основе IP-протокола.
2000: на посту главного исполнительного директора Дэвид Фарр сменяет Найта, который оставляет за собой должность председателя совета директоров. Компания сокращает своё название до «Emerson». Согласно опубликованным компанией данным, годовой объём продаж достигает $15,5 миллиардов.
2001: Emerson расширяет присутствие на азиатском рынке, приобретая Avansys, ведущую компанию по энергоснабжению в Китае, и формируя Network Power India Private Ltd.
2004: После выхода Найта на пенсию Дэвид Фарр был назначен председателем совета директоров компании Emerson. Emerson приобретает завод и бизнес энергосистем компании Marconi.
2005: Выручка Emerson достигает $17,1 миллиардов.
2006: Компания приобретает Knürr AG, расположенную в Германии, и Artesyn Technologies, расположенную во Флориде. Выручка компании достигает $20,1 миллиардов, а дивиденды растут в течение 50 лет подряд.
2007: Emerson укрепляет бизнес в системах энергоснабжения и развивается в дополнительных направлениях, были приобретены:  подразделение компании Motorola, занимающееся разработкой встроенных компьютерных систем, Lionville Systems, ведущий производитель различных тележек для медицинских учреждений. Выручка превышает $22 миллиардов. Объём продаж Emerson на международных рынках составляет 52 %, что впервые в истории компании превысило объём продаж на территории США.
2016 год: Компания проводит ряд преобразований со стратегией развития двух бизнес-платформ: Automation Solutions и Commercial & Residential Solutions.

## Краткие факты
- 178 место в рейтинге FORTUNE 500 крупнейших американских корпораций (2020 г.)[3].
- 484 место в рейтинге FORTUNE 500 Global крупнейших корпораций в мире по объёму годового дохода (2015 г.).[4]
- Рейтинг Top 50 работодателей в сфере проектирования электрооборудования по версии журнала Electronic Design (2011 г.)[5].
- 104 место в списке 500 инновационных технологических компаний США по версии InformationWeek (2010 г.)[6].
- Входит в 100 лучших корпораций по версии журнала Business Ethics (2004 г.).
- В 2010 году компания Emerson получила около 750 патентов на изобретения в различных регионах мира.

## Подразделения компании
- Automation Solutions. Предлагает измерительное оборудование, оборудование для контроля и регулирования, системы управления, решения для измерения расхода, оборудование для дискретных и промышленных производств, услуги сервисной поддержки для промышленных предприятий.
- Commercial & Residential Solutions. Предлагает технологии автоматизации и производства электроэнергии, системы отопления, кондиционирования и охлаждения для применения в жилом секторе, на коммерческих и промышленных объектах.

## Финансовые показатели
Окончание финансового года - 30 сентября; в миллионах долларов, за исключением дивидендов на акцию.
| Год                                          | 2011    | 2012    | 2013    |
| -------------------------------------------- | ------- | ------- | ------- |
| Продажи                                      | $24,222 | $24,412 | $24,669 |
| Валовая прибыль                              | $9,557  | $9,768  | $9,952  |
| SG&A                                         | $5,328  | $5,436  | $5,648  |
| Чистая прибыль владельцев обыкновенных акций | $2,48   | $1,968  | $2,004  |
| Дивиденды на акцию                           | $3,27   | $2,67   | $2,76   |
| Доходность капитала по обыкновенным акциям   | 24.6%   | 19.0%   | 19.2%   |
| Доходность суммарного капитала               | 19.6%   | 15.8%   | 16.4%   |

См. также автоматическую статистику от Google.

## Emerson в СНГ

### История
1935 год: На Менделеевский завод в Ярославской области впервые поступили клапаны Fisher Controls. В СССР через внешнеторговые советские организации начались поставки приборов марки Rosemount.
1989 год — Emerson получает аккредитацию и право на осуществление коммерческой деятельности на территории СССР.
1991 год: Открылись первые российские представительства Rosemount и Fisher Controls, в то время входившей в состав корпорации Monsanto.
1991 год: Открытие московского представительства компании «Liebert» (бренд Emerson Network Power)
1992 год: Корпорация Emerson приобрела Fisher Controls у Monsanto и создала промышленную группу «Fisher-Rosemount». В октябре того же года состоялось слияние московских офисов Fisher Controls и Rosemount. В последующие годы компания росла за счет приобретения наиболее успешных фирм, таких как Saab Marine Electronics (радарные уровнемеры и системы коммерческого учёта в резервуарах), Westinghouse Process Control (системы управления для энергетики), Daniel (турбинные и ультразвуковые расходомеры).
1993 год: Первые поставки инструментов RIDGID в Россию (бренд Emerson Professional Tools)
1996 год: Открытие представительства Copeland и Alco Controls в России (бренд Emerson Climate Technologies)
1997 год: Начало работы Control Techniques в России (бренд Emerson Commercial & Residential Solutions)
1998 год: Открытие представительства RIDGID в России
1998-2000 год: Приобретения компаний «Hiross» (Италия) и Ericsson Energy Systems AB (Швеция) (бренд Emerson Network Power)
2002 год: Завершен процесс реструктуризации и переименования, и компания Fisher-Rosemount получила имя «Emerson Process Management».
2004 год: Emerson купила в 2004 году 76%, а в 2009 году - 100% акций российской компании  Промышленная группа «Метран» (г. Челябинск) за 15 млн. долларов.
2005 год: Вхождение бренда Knurr AG (Германия) от Emerson Network Power в Россию
2009 год: Приобретение Avocent Corporation (Ирландия) компанией Emerson Network Power
2009 год: Приобретение Roxar (Норвегия)
2010 год: Приобретение Chloride (Великобритания) компанией Emerson Network Power
2011 год: Открытие линии производства клапанов Fisher (г. Челябинск)
2012 год: Действуют представительства, сервисные, экспертные и инженерные центры по всем видам бизнеса компании в 35 городах России и СНГ 

### Исследования и разработки
В России находится 2 инженерных подразделения Emerson:
1. Экспертный Центр в Санкт-Петербурге[13] - подразделение для разработки программного обеспечения.
2. Глобальный инженерный центр (ГИЦ)[14][15][16] в Челябинске, в котором ведутся новые разработки подразделения Automation Solutions.

### Поддержка образования
В ЮУрГУ компаниями «Emerson» и «Метран» открыта лаборатория современных автоматизированных систем управления PlantWeb (стоимость $400 тыс.) . Обучение проводится на масштабируемой системе управления технологическими процессами DeltaV, в которую интегрирован программный пакет AMS Device Manager.
Emerson сотрудничает с АГТУ, поддерживая ВУЗ в обучении студентов ИИТиКа.
Emerson ежегодно награждает лучших студентов и аспирантов национального исследовательского университета ЮУрГУ за создание исследовательских и инновационных работ.

### Производство
Производство в России сосредоточено в г. Челябинск, приборы выпускаются под брендом «Метран» (датчики давления, температуры, расходомеры, метрологическое оборудование, средства коммуникации, функциональная аппаратура). Также осуществляется сборка наиболее популярных продуктов компании Emerson: датчики давления Rosemount 3051С/Т, клапаны Fisher, электромагнитные, вихревые и переменного перепада давления расходомеры Rosemount и другие. В 2015 году построен завод в городе Челябинск стоимостью 40 млн долларов. Компания имеет сеть региональных представительств в 37 городах России и СНГ.

### Уход из России
Американская компания Emerson Electric, которая еще в мае 2022 объявила об уходе из России, заключила соглашение о продаже всего российского бизнеса. В периметр сделки входит челябинская «дочка» — Промышленная группа «Метран». Новым собственником стала местная управленческая команда. По данным «Контур. Фокус», совладельцами обеих компаний — по 50% уставного капитала — являются гендиректор АО «Промышленная группа "Метран"» Антон Дружинин и гендиректор ООО «Эмерсон» Николай Шестаков.